# AMC Schneider P16

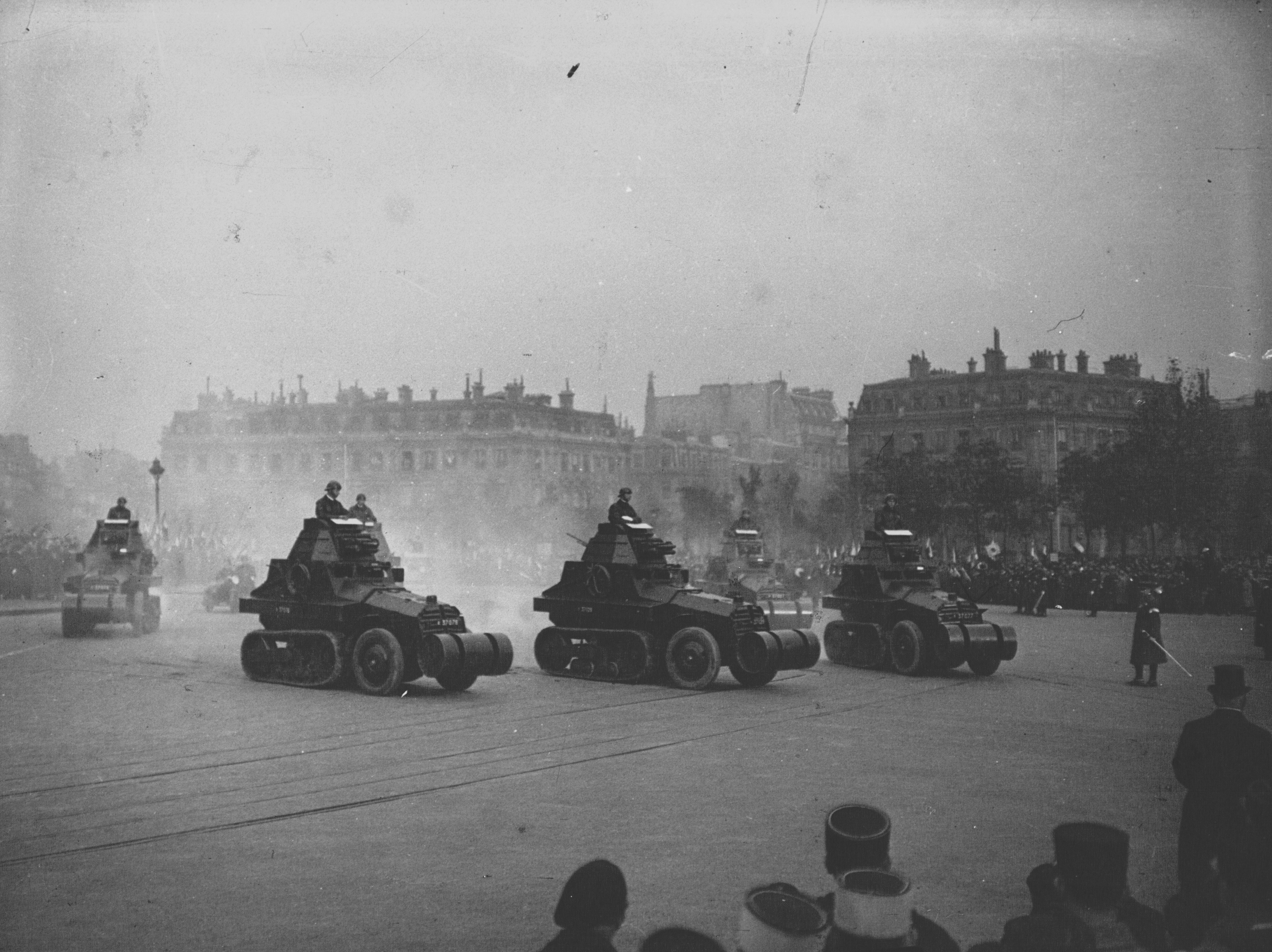
Mehrere P16-Fahrzeuge bei einer Parade in Paris (1934)

Das AMC Schneider P 16 oder auch AMC Citroën-Kégresse Modèle 1929 bzw. AMR Citroёn P 28 war ein leicht gepanzertes Halbkettenfahrzeug der französischen Armee, das vor dem Zweiten Weltkrieg entwickelt wurde und bei der Schlacht um Frankreich eingesetzt wurde.

## Hintergrund
Während des Ersten Weltkrieges konnte die Kavallerietruppe der französischen Armee ihre historischen Aufgaben auf dem Schlachtfeld nicht mehr erfüllen. Zwar blieben einige Verbände erhalten und hatten auch nach dem Krieg noch eine Bedeutung für die französischen Kolonien (der Levante und in Nordafrika), doch der Einsatz von berittenen Einheiten war in den Zeiten des Maschinengewehrs auf die Aufklärung, Flankensicherung und auf das Überbringen von eiligen Nachrichten reduziert worden.
Frühe Versuche mit Panzerwagen, automitrailleuses und auto canons, ab 1902 zeigten den Willen der Kavallerie sich auf die modernen Zeiten einzustellen, doch waren dem vor dem Ersten Weltkrieg erhebliche technische Grenzen gesetzt. Nach dem Krieg erklärte der einflussreiche Kavallerieoffizier, Géneral Maxime Weygand, in einer Veröffentlichung von 1921, dass der künftige Krieg ein Krieg der Maschinen sei. Sowie, dass Geschwindigkeit und Überraschung weiterhin Elemente seien, die für die Kavallerie sprächen.
Während der 1920er Jahre setzte die französische Kavallerie auf Halbkettenfahrzeuge. Diese boten eine bessere Geländegängigkeit als Radfahrzeuge und ermöglichten gleichzeitig eine höhere Geschwindigkeit als reine Kettenfahrzeuge. Führender Hersteller in diesem Bereich war Citroen-Kégresse ein Wettbewerber von Renault. Nach einem Vorschlag von Géneral Jean-Baptiste Estienne hatte eine Expedition ausgerüstet mit fünf Citroen-Kégresse Anfang der 1920er Jahre erfolgreich die Sahara durchquert.
Es folgten weitere Expeditionen mit diesen Fahrzeugen, was die technische Eignung der Halbketten für wegloses Gelände bewies. Mit dem „Citroen P4T“ wurde Anfang der 1920er Jahre eine erste Kleinserie von 14 gepanzerten Halbkettenfahrzeugen gefertigt.
Im Jahr 1931 kaufte die französische Kavallerie 50 Fahrzeuge der Weiterentwicklung AMR Citroen P 28. Doch die Erfahrungen mit diesem Fahrzeug waren für die Kavallerie sehr unbefriedigend, so dass man nach Alternativen suchte.

## Entwicklung
Die Reformen von Géneral Maxime Weygand, nach dem Antritt seiner neuen Position als Generalstabschef, für die Kavallerie, sah drei grundsätzlich Fahrzeugtypen vor:
AMD „Auto Mitrailleuse de Découverte“ (dem entsprach später der Panhard 178)
AMC „Auto Mitrailleuse de Combat“ (als erstes Fahrzeug der Schneider P 16 und später der AMC 35)
AMR „Auto Mitrailleuse de Reconnaisance“ (erstes Fahrzeug dieser Klasse AMR Citroën-Kégresse P28)
Citroën entwickelte 1924 das Modell P 16 auf Basis des Citroën-Kégresse Modèle 1923 mit dem typischen Kégresse Halbkettenlaufwerk. Es verfügte über einen gegenüber dem Vorgängermodell vergrößerten Panzeraufbau von Schneider und einen stärkeren Panhard 60-PS-Motor. Im Juni 1925 wurde eine Vorserie von 4 Fahrzeugen bestellt, die 1928 ausgeliefert wurde. Dann erfolgte im Oktober 1925 eine Bestellung über eine Kleinserie von 10 Fahrzeugen. Doch bei Citroën konnte man die verhältnismäßig schweren Fahrzeuge nicht produzieren und Schneider übernahm die Endmontage. Die Fahrgestelle wurden von Citroën geliefert, Kégresse lieferte das Laufwerk und Schneider montierte nach dem Zusammenbau den gepanzerten Aufbau.
Die Vorserien-Fahrzeuge erhielten die Bezeichnung Modèle 1928 bzw. M 28, ab der beginnenden Serienproduktion waren es Modèle 1929 bzw. M 29, obwohl die Auslieferung der Hauptserie von 1930 bis 1931 erfolgte. Ab dem Jahr 1931 wurden die Fahrzeuge bei der französischen Armee unter der Bezeichnung AMC Schneider P 16 geführt.
Der Schneider P 16 wurde freigegeben, da es im Grunde der Spezifikation für ein Radfahrzeug „AMC“, beziehungsweise AMC N° 1, erfüllte, welche vom französischen Oberkommando am 12. April 1923 veröffentlicht worden war, auch wenn es nicht entsprechend dieser Spezifikation entwickelt worden war. Auch die Anforderungen der folgenden Spezifikation vom August 1924, die ein Kettenfahrzeug AMC N° 2 beschrieb, waren teilweise bereits erfüllt. Der Schneider P 16 war nun einmal halb Radfahrzeug und halb Kettenfahrzeug.
Zur Zeit der Entwicklung wurden alle Kampffahrzeuge, die für die Kavallerie gedacht waren, als Automitrailleuse bezeichnet. Im heutigen französischen Sprachgebrauch wird der Begriff in der Regel für einen Panzerspähwagen verwendet. Als Automitrailleuse de Combat übernahmen die Schneider P 16 in der Kavallerie die Rolle eines Kampfpanzers, den erst 1935 erhielt die Kavallerie moderne und „schnell“ fahrende Panzerkampfwagen. Die Panzer der 1920er Jahre wurden von der Kavallerie durchgängig als zu langsam bewertet.
Die Bezeichnung „P 16“ war auf die Motorisierung bei Beginn der Entwicklung zurückzuführen. Die frühen Fahrzeuge der Vorserie waren mit dem „Panhard 16“-Motor versehen. Später, in der Serie, wurden dann „Panhard 17“-Motoren verbaut, doch die Fahrzeugbezeichnung wurde beibehalten.
In den Serien wurden in Summe 96 Fahrzeuge produziert, deren Seriennummern gingen von 37002 bis 37168. Damit erreichte die Gesamtproduktion 100 Fahrzeuge. Nach neuerer Forschung wurden, weil das Fahrzeug mit seinen Leistungen enttäuschte, lediglich 47 Stück gebaut: 44 gingen an die französische Armee, die sie nur zu Ausbildungszwecken verwendete. Weitere drei wurden nach Uruguay verkauft und im Übrigen der Produktionsauftrag gestoppt.

### Technische Beschreibung
Die AMC Schneider P 16 ist mit einer Länge von 4,83 m, einer Breite von 1,75 m und einer Höhe von 2,6 m ein verhältnismäßig kleines Fahrzeug. Durch eine maximale Panzerstärke von 11,4 mm bleibt das Gewicht mit 6,8 t relativ gering. Durch einen 3,2-ltr-Vierzylinder (3178ccm) mit 60 PS in der Fahrzeugfront wurde die für ein Panzerfahrzeug dieser Zeit beeindruckende, maximale Geschwindigkeit von 50 km erreicht. Der 125-ltr-Tank reichte für 250 km Reichweite, was einem durchschnittlichen Verbrauch von 50 ltr/100 km entspricht. Mit 40 cm war die Grabenüberschreitfähigkeit recht begrenzt, doch die Steigfähigkeit lag bei immerhin 40 %.
Das Kégresse Fahrwerk des P 16 war von Citroën-Kégresse entwickelt worden und die Räder des Frontlenkers waren dabei nicht angetrieben. Die Antriebskette, bestand nicht wirklich aus einer Kette, vielmehr handelte es sich um ein innen metallverstärktes Gummiband. Das große Triebrad saß vorne mit einer mittigen, zentralen Achsaufhängung für die beiden Laufrollenwagen dahinter. Die Umlenkrolle wurde von einem von der Zentralachse kommenden H-Träger beidseitig als fünfte Laufrolle des Fahrwerks gehalten. Mittig über der Zentralachse saß eine einzelne Stützlaufrolle für den oberen Lauf der Kette. An der Fahrzeugfront waren entweder zwei kleine Metalllaufrollen vor den Fronträdern (Modell 28) oder eine große Geländefahrzeugstützrolle (Modell 29) vor dem Kühlergrill montiert, um zu verhindern, dass sich das Fahrzeug mit der Front im Gelände festfuhr oder um Hindernisse, zum Beispiel kleinere Mauern, zu überwinden.
Die Besatzung bestand aus 3 Mann, dem Kommandanten im Turm und zwei Fahrern, wobei der zweite Fahrer, das Fahrzeug übernahm und das Fahrzeug rückwärts fuhr, wenn man auf feindliche Gegenwehr stieß. Dieses Konzept mit Vorwärts- und Rückwärtsfahrer ist für ein Aufklärungsfahrzeug typisch.
Der achteckige Turm des M 28 saß auf der Abdeckung eines ebenfalls achteckigen Kampfraumes. Der Turm war mit der kurzen 3,7-cm-Kanone SA16 auf der Vorderfront und einem „8mm Hotchkiss“ (tatsächlich 7,92 mm) auf der Rückseite bewaffnet.
Beim Typ M 29 wurde der Aufbau vereinfacht und war nun viereckig. Das Maschinengewehr im Turm wurde nun koaxial zur Hauptbewaffnung montiert und war nun ein 7,5-mm-Reibel MAC 31 wurden 1950 Schuss (13 Magazine) normale Munition und 1050 Schuss (7 Magazine) panzerbrechende Munition mitgeführt. Für die 3,7-cm-Kanone wurden 100 Schuss, davon 60 Schuss Sprenggranaten und 40 Schuss Panzergranaten mitgeführt. Das Reibel-MG erreichte eine maximale Durchschlagleistung von 12 mm Panzerstahl. Die vorderen große Metallrolle erlaubte es Hindernisse von bis zu 50 cm zu überfahren.

## Einsatz
In acht selbstständigen Escadrons de Automitrailleuses de Combat (E.A.M.C.), also den kleinsten Kavallerieeinheiten, welche im Deutschen als Schwadron bezeichnet werden, kamen die Schneider P 16 ab 1932 zum Einsatz. Diese waren vier der damals existierenden fünf französischen Kavalleriedivisionen zugeteilt. Bei der Aufstellung der 1e Division Légère Mécanique (D.L.M.), der leichten, mechanisierten Division, wobei es sich um die erste aufgestellte französische Panzerdivision überhaupt handelte, wurden die Fahrzeuge in der Rolle eines Panzerkampfwagen geführt. Als ab 1937 diese Division Panzer vom Typ SOMUA S35 erhielt, wurden die Fahrzeuge wieder verfügbar und 14 wurden dem 2e Régiment de Chasseurs d'Afrique in Tunesien zugeteilt. Die restlichen Fahrzeuge gingen an die motorisierten Infanteriedivisionen, welche diese als Gefechtsfahrzeuge „Automitrailleuse de Reconnaissance“ (AMR) einsetzte. Diese wurden anders als reine Aufklärungsfahrzeuge in „Groupes de Reconnaissance de Division d'Infanterie“ (G.R.D.I.), die den Infanteriedivisionen von der Kavallerie gestellt wurden, als Unterstützungsfahrzeuge der Infanterie eingesetzt.
Jede der 1er, 3e, 4e, 6e und 7e G.R.D.I. hatten bei der Schlacht um Frankreich eine Sollstärke von 16 Fahrzeugen (vier Züge mit 3 Fahrzeugen organisiert als „Groupe d'Escadrons de Reconnaissance“ (G.E.R.) und 4 Ersatzfahrzeuge), was in Summe 80 Fahrzeuge machte. Der Istbestand war jedoch geringer, so waren am 2. September 74 P 16 bei den Verbänden und bei Kriegsbeginn am 10. Mai waren nur 54 Fahrzeuge gemeldet:
- 8 beim 1er G.R.D.I.
- 12 beim 3e G.R.D.I.
- 9 beim 4e G.R.D.I.
- 13 (bis zu) beim 6e G.R.D.I. (in gemischten AMR/AMD Schwadronen)
- 12 beim 7e G.R.D.I. (in gemischten AMR/AMD Schwadronen)

Weitere 16 Fahrzeuge waren in der Instandsetzung oder bei der Fahrerausbildung im Einsatz. Bei den 22 Fahrzeugen, welche als Fahrzeugreserve gemeldet waren, handelte es sich um ausgefallene Fahrzeuge, welche wohl als nicht mehr instandsetzungsfähig eingestuft worden waren. Manchmal half man sich in den Verbänden, in dem die Zahl der Fahrzeuge pro Schwadron auf 3 Fahrzeuge reduziert wurde.
Hinzuweisen ist darauf, dass bei der Infanterie die Bezeichnung „AMR Schneider P 16“ verwendet wurde, es handelt sich jedoch um das gleiche Fahrzeug.
Kurz vor Beginn des Zweiten Weltkrieges waren die Fahrzeuge im Grunde bereits aufgebraucht und standen kurz davor, außer Dienst gestellt zu werden. Die Planung zur Umstellung auf den leichten Hotchkiss H-39 war längst abgeschlossen und die ersten Einheiten hatten Besatzungen zur Schulung auf den neuen Panzertypen geschickt. Diese wurden jedoch eilig zurückbefohlen, als der deutsche Angriff erfolgte.
Trotz des Alters der Fahrzeuge erreichten diese vereinzelte Kampferfolge. Am 14. Mai zum Beispiel unterstützen zwei P 16 der 1er G.R.D.I. die Rückeroberung von Haut-la-Wastia, nachdem der Ort von der Infanterie der deutschen 5. Panzer-Division besetzt worden war. Doch im schnellen Bewegungskrieg wurden von den motorisierten französischen Divisionen lange Märsche ohne Wartungsintervalle gefordert, denen vor allem ältere Kraftfahrzeuge nicht gewachsen waren. Es fielen letztlich viele der alten Fahrzeuge mechanischen Problemen zum Opfer und mussten zurückgelassen werden.
Nach dem Waffenstillstand dürften die in Nordafrika Fahrzeuge der Chasseurs d'Afrique weiter genutzt werden, diese wurden allerdings vom 2e an das 5e Regiment gegeben. Ein Transport von 11 Fahrzeugen, vermutlich in der Verbindung mit der anstehenden Neuausrüstung der G.R.D.I., war im März 1940 von der 6e Division Légère de Cavalerie (D.L.C.) aus an das 2. R.C.A.P. gegangen.
Für eine reguläre weitere Verwendung der AMC Schneider P 16 innerhalb der Wehrmacht existieren keine Belege, so dass bestenfalls eine adhoc Verwendung innerhalb der Schlacht um Frankreich erfolgt sein dürfte. Jedoch wurde der AMC Schneider P16 offiziell verzeichnet und als Fremdgerät mit der Kenn-Nummer 401 (f) dokumentiert. Eine Übersicht dazu findet sich in der Liste von Panzerspähwagen gemäß den Kennblättern fremden Geräts D 50/12.
Heute existiert nur noch eines der drei nach Uruguay exportierten Exemplare und steht als Denkmal vor einer Kaserne in Montevideo.

## Exporte
Die französische Industrie suchte in den Jahren zwischen den Weltkriegen kontinuierlich nach Exportgelegenheiten, da der Absatz auf dem heimischen Markt durch die großen Waffenbestände aus dem Ersten Weltkrieg naturgemäß kaum möglich war. Zunächst sei auf die drei nach Uruguay exportierten Fahrzeuge verwiesen. Als das belgische Oberkommando im Juli 1930 im Rahmen eines Neuausrüstungsprogramms für die belgische Kavallerie an dem Typen interessiert war, sah man bei Schneider eine Chance für ein Geschäft.
Eine Änderung am P 16, die von den belgischen Militärs gefordert wurde, war der Einbau der in Entwicklung befindlichen belgischen 47-mm-Kanone FRC, welche mit einer höheren Mündungsgeschwindigkeit eine erheblich verbesserte Durchschlagsleistungen erreichen würde.
Letztlich entschied sich das belgische Militär gegen eine Halbkettenlösung und kaufte stattdessen den ACG 1 (AMC 35) von Renault, in den die belgischen Kanonen eingebaut wurden.